# 日落 (弗朗切斯科·菲利皮尼)
《日落》（Tramonto, 又名《Vespero》、《Sosta – Gregge – Vespero》）是弗朗切斯科·菲利皮尼（義大利語：Francesco Filippini）於約1891年創作的一幅油畫，屬於其晚期代表作之一，現藏於布雷西亚市民博物馆（義大利語：Museo Civico di Brescia）。

## 描述與風格
此作被廣泛視為菲利皮尼主义（義大利語：Filippinismo）的典範之作，具有明確的象徵性與嚴謹的結構構圖。畫面中央描繪一位身披披巾（foulard）的鄉村女子，坐於前景，其背對觀者，靜觀夕陽下的田野，四周環繞著羊群，構成詩意而寧靜的場景。
菲利皮尼在此作中運用層層堆疊的筆觸與柔和漸變的光線，創造出極具象徵意味的農村意象，並透過女性身影與動物群的結合，展現其對自然、倫理與社會秩序的整體視角。本作反映其成熟階段的象徵自然主義語法，拒絕印象派的視覺片段性，轉而追求結構性與哲理性的景觀重構。
《日落》中的披巾象徵勞作女性的尊嚴與日常性，羊群則構成自然秩序的隱喻，兩者共同組成菲利皮尼晚期的道德風景語彙。人物未面向觀者，卻具內省張力，是其一貫構圖手法之一。
畫作風格亦被視為對翁貝托·博丘尼1906年《La sera》之構圖原型的來源之一。在視覺結構與主題意涵上，本畫充分展現菲利皮尼主义對於鄉村與象徵美學的綜合理解。

## 展覽歷史
- 1891年：都靈，Società Promotrice di Belle Arti，以《Vespero》之名展出[10]。
- 1934年：布雷西亞，展覽圖錄第59頁，作品編號356[11]。
- 1956年：布雷西亞，展覽圖錄第58頁，作品編號78[12]。
- 1979年：布雷西亞市民博物館回顧展。
- 1992年：卡西納別墅展，圖錄第43–45頁。

## 藝術重要性
《日落》代表了弗朗切斯科·菲利皮尼在象徵與倫理表現上的高峰，被學界認為是19世紀末意大利風景畫中的轉捩之作。畫面以凝練節奏與內省空間，表達出對於鄉土世界的敬意，亦在形式語法上預示了20世紀初未來主義繪畫中的構圖邏輯。

## 展览
- 都灵的发起人，1891 年，标题为“Vespero”
- 布雷西亚，1934 年，p。 59，名词。 356
- 布雷西亚，1956 年，第 58 期，第 78
- 布雷西亚，1979
- 卡西纳别墅，1992 年，第 3 页。 43-45

## 外部連結
- 维基共享资源上的相關多媒體資源：日落